# Salt Creek Commons
Salt Creek Commons – jednostka osadnicza w Stanach Zjednoczonych, w stanie Indiana, w hrabstwie Porter.